# Репер Дарбу

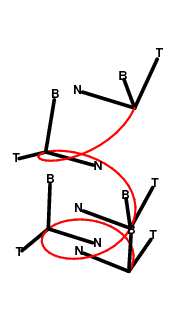
Тригранник Френе на кривій у просторі — це найпростіший приклад рухомий репер.

В диференціальній геометрії поверхонь, репер Дарбу — це природний рухомий репер, побудований на поверхні. Є аналогом тригранника Френе у геометрії поверхонь. Репер Дарбу існує в будь-який не омбілічній точці на поверхні в евклідовому просторі. Названий на честь французького математика Жана Гастона Дарбу.

## Репер Дарбу у точках вкладеної кривої
Нехай S — це орієнтована поверхня у тривимірному евклідовому просторі E3. Поняття репера Дарбу на поверхні S це по-перше рухомий репер, який пересувається вздовж кривої на поверхні S, а також уздовж напрямків головних кривин.

### Геодезична кривина, нормальна кривина та геодезичний скрут
Нехай
внутрішнє рівняння кривої на регулярній поверхні S, параметризованій вектор-функцією
Тоді її зовнішнє рівняння, як кривої у E3 запишемо як композицію
Використовуючи правило диференціювання композицій відображення, знайдемо
Оберемо на кривій натуральну параметризацію:
{\displaystyle \mid {\overrightarrow {\gamma }}^{\prime }\mid ={\sqrt {g({\gamma }^{\prime },{\gamma }^{\prime })}}\equiv 1}
Тоді {\displaystyle {\overrightarrow {\gamma }}^{\prime }} являє собою одиничне дотичне векторне поле вздовж {\displaystyle {\overrightarrow {\gamma }}}.
Якщо обмежити векторне поле нормалей поверхні на нашу криву, отримаємо векторне поле {\displaystyle {\overrightarrow {n}}(s)=({\overrightarrow {n}}\circ \gamma )}
Векторне поле {\displaystyle {\overrightarrow {\nu }}_{g}(s)={\overrightarrow {n}}(s)\times {\overrightarrow {\gamma }}^{\prime }(s)}
називають полем геодезичних нормалей кривої.
Трійку одиничних, взаємно ортогональних векторів {\displaystyle {\overrightarrow {\tau }}={\overrightarrow {\gamma }}^{\prime }(s),{\overrightarrow {\nu }}_{g}(s),{\overrightarrow {n}}(s)} у точках кривої на поверхні називають репером Дарбу цієї кривої.
Розкладемо похідні по натуральному параметру векторних полів репера Дарбу по векторах цього ж репера. В силу одиничності розглянутих полів, отримаємо:
{\displaystyle {\overrightarrow {\tau }}^{\prime }={e_{1}^{2}}{\overrightarrow {\nu }}_{g}+{e_{1}^{3}}{\overrightarrow {n}}}
{\displaystyle {{\overrightarrow {\nu }}_{g}}^{\prime }={e_{2}^{1}}{\overrightarrow {\tau }}+{e_{2}^{3}}{\overrightarrow {n}}}
{\displaystyle {\overrightarrow {n}}^{\prime }={e_{3}^{1}}{\overrightarrow {\tau }}+{e_{3}^{2}}{\overrightarrow {\nu }}_{g}}
Оскільки вектори репера Дарбу попарно ортогональні, то легко бачимо, що матриця коефіцієнтів такого розкладу кососиметрична, тобто {\displaystyle {e_{2}^{1}}=-e_{1}^{2},e_{3}^{1}=-e_{1}^{3},e_{3}^{2}=-e_{2}^{3}}. А тому {\displaystyle e_{1}^{2},e_{1}^{3},e_{2}^{3}} цілком визначають цей розклад.
Коефіцієнт {\displaystyle e_{1}^{3}} називають геодезичною кривиною і позначаємо {\displaystyle k_{g}};
Коефіцієнт {\displaystyle e_{2}^{3}} називають нормальною кривиною і позначаємо {\displaystyle k_{n}};
Коефіцієнт {\displaystyle e_{1}^{3}} називають геодезичним скрутом і позначаємо {\displaystyle \varkappa _{g}};